# (Still a) Weirdo
(Still a) Weirdo è il primo singolo estratto dal quarto album in studio, Tiger Suit, della cantante scozzese KT Tunstall.
Il singolo è stato pubblicato per il mercato britannico, per il mercato statunitense è stato scelto il brano Fade Like a Shadow.
La canzone è stata descritta come "un pezzo triste ma scritto col cuore".

## Video musicale
Il video musicale ha debuttato il 17 agosto 2010, su Channel 4. È stato diretto da Paul Minor ed è stato girato a Columbia, Tennessee, e mostra KT Tunstall nel 1960, che passeggia per una città con la sua chitarra.

## Accoglienza
Nick Levine di Hardware Upgrade ha dato una recensione positiva e ha valutato la canzone con 4 stelle su 5.

## Classifiche
| Classifica (2010) | Posizione raggiunta |
| ----------------- | ------------------- |
| Regno Unito       | 39                  |